# 라이언 프레더릭스
라이언 말로 B. 프레더릭스(영어: Ryan Marlowe B. Fredericks, 1992년 10월 10일 ~ )은 잉글랜드의 축구 선수이다. 포지션은 수비수이며, 현재 소속팀 본머스에서 활약하고 있다.